# Betanzos (kommun i Spanien)
Betanzos är en kommun i Spanien. Den ligger i provinsen A Coruña i den autonoma regionen Galicien i nordvästra delen av landet, 500 km väster om huvudstaden Madrid. Antalet invånare är 13 261 (2024). Arean är 24,21 kvadratkilometer.